# Brygady zmechanizowane
Brygada zmechanizowana (BZ) – oddział ogólnowojskowy przeznaczony do prowadzenia wszystkich rodzajów działań taktycznych w składzie dywizji lub samodzielnie.

## Brygada zmechanizowana SZ RP

### Struktura i wyposażenie w 2017
- dowództwo brygady[1][b]
- grupa dowódcy brygady
  - pion ochrony informacji niejawnych
  - pomocnik ds. podoficerów
  - sekcja wychowawcza
  - sekcja finansowa
  - sekcja bhp
  - radca prawny
- sztab brygady
  - sekcja S–1 (personalna)[c]
  - sekcja S–2 (rozpoznawcza)[d]
  - sekcja S–3 (operacyjna)[e]
  - sekcja S–4 (logistyczna)[f]
  - sekcja S–6 (wsparcia dowodzenia i łączności)[g]

pododdziały
- kompania rozpoznawcza
- batalion dowodzenia

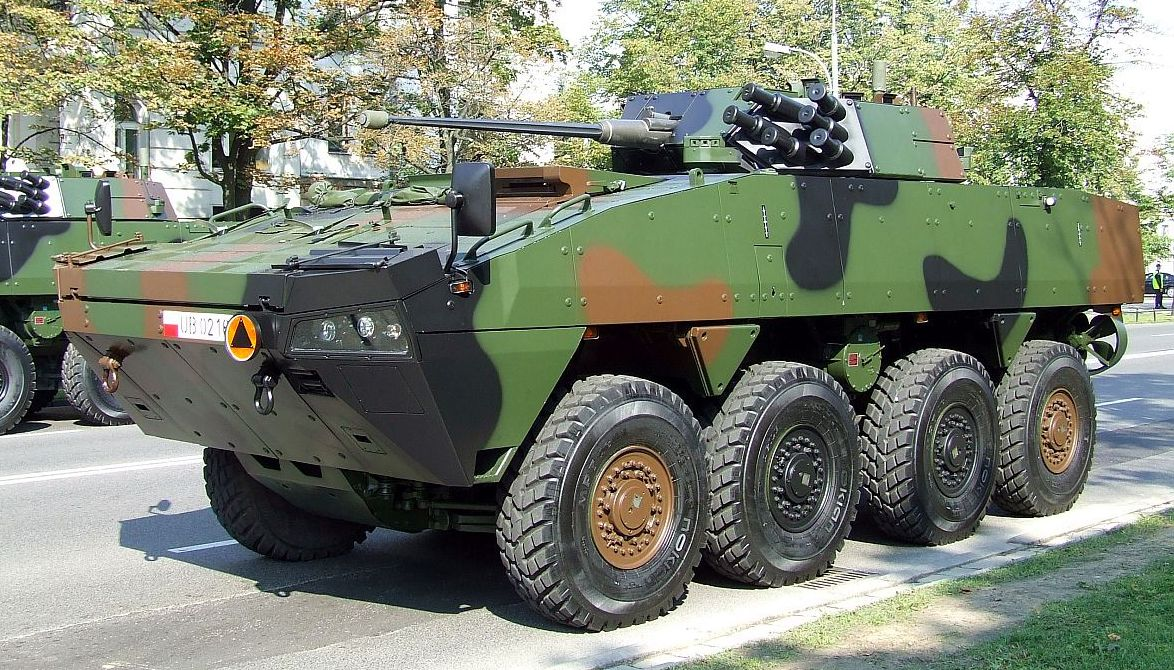
KTO Rosomak – podstawowy transporter polskiego bpzmot z BZ

- dwa bataliony zmechanizowane (bataliony zmotoryzowane)
- batalion czołgów
- dywizjon artylerii samobieżnej
- dywizjon przeciwlotniczy
- batalion logistyczny
- batalion saperów

### Struktura i wyposażenie w 1999
- dowództwo brygady[6][b]
- sztab brygady
- sekcje od S–1 do S–6
- pion szkolenia
- kancelarie
- pion głównego księgowego

pododdziały
- batalion dowodzenia
- trzy bataliony zmechanizowane
- batalion czołgów
- dywizjon artylerii samobieżnej

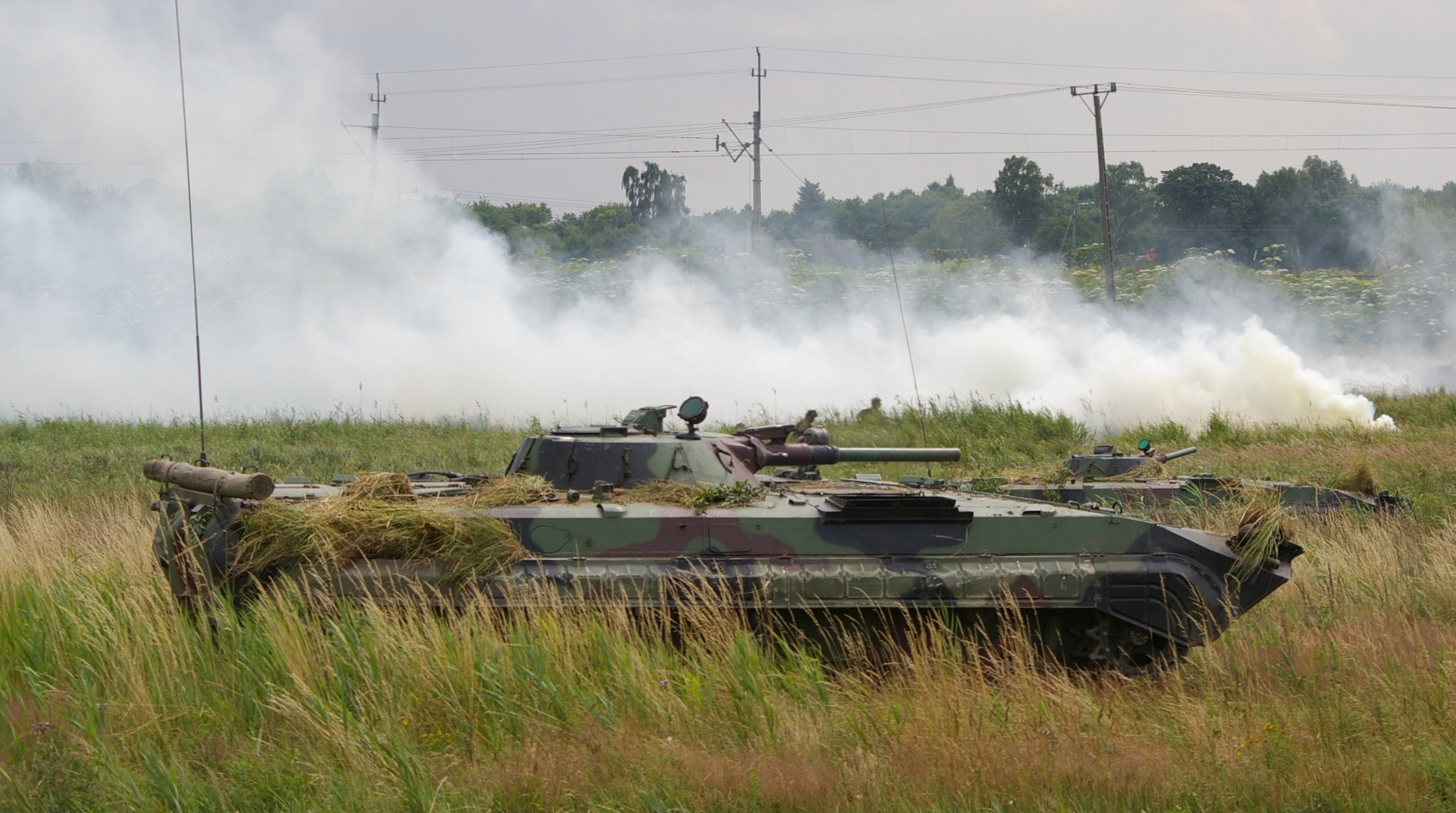
Bojowy wóz piechoty będący na wyposażeniu bz BZ

- dywizjon artylerii przeciwpancernej
- dywizjon przeciwlotniczy
- batalion logistyczny
- kompania saperów
- kompania rozpoznawcza

### Brygady zmechanizowane w SZ RP
| Logo | Nazwa                     | Garnizon    | Aktywność |
| ---- | ------------------------- | ----------- | --------- |
|      | 2 Brygada Zmechanizowana  | Wałcz       | 1995–     |
|      | 3 Brygada Zmechanizowana  | Lublin      | 1995–2011 |
|      | 4 Brygada Zmechanizowana  | Gorzów      | 1995–1999 |
|      | 5 Brygada Zmechanizowana  | Gubin       | 1998–2001 |
|      | 7 Brygada Zmechanizowana  | Słupsk      | 1994–2001 |
|      | 8 Brygada Zmechanizowana  | Kołobrzeg   | 1994–1998 |
|      | 9 Brygada Zmechanizowana  | Siedlce     | 1995–2001 |
|      | 10 Brygada Zmechanizowana | Opole       | 1994–1999 |
|      | 11 Brygada Zmechanizowana | Żagań       | 1995–2001 |
|      | 12 Brygada Zmechanizowana | Szczecin    | 1996–     |
|      | 13 Brygada Zmechanizowana | Złocieniec  | 1995–1998 |
|      | 14 Brygada Zmechanizowana | Elbląg      | 1995–2000 |
|      | 15 Brygada Zmechanizowana | Wałcz       | 1994–     |
|      | 16 Brygada Zmechanizowana | Morąg       | 1995–2008 |
|      | 17 Brygada Zmechanizowana | Międzyrzecz | 1996–     |
|      | 18 Brygada Zmechanizowana | Białystok   | 1996–2001 |
|      | 19 Brygada Zmechanizowana | Lublin      | 2019–     |
|      | 20 Brygada Zmechanizowana | Bartoszyce  | 1994–     |
|      | 29 Brygada Zmechanizowana | Szczecin    | 1995–1998 |
|      | 36 Brygada Zmechanizowana | Trzebiatów  | 1996–2008 |